# Voorstonden
Voorstonden is een buurtschap in de Nederlandse gemeente Brummen. Het ligt tussen het dorp Oeken en de buurtschap Tonden. Het bestaat voornamelijk uit boerderijen rond de centrale Windheuvelstraat. Aan de Windheuvelstraat zijn ook verschillende bedrijven, zoals de 150 jaar bestaande boomkwekerij Wilgenhof gevestigd, dat ooit behalve een boomgaard ook een café was. In dit café is de voetbalclub van Oeken opgericht.
In Voorstonden bevindt zich ook het kasteel Huis Voorstonden. Het stamt uit de middeleeuwen maar is sindsdien grondig verbouwd. Bij het Huis hoort een park dat ontworpen is door Jan David Zocher. De zuidelijke tuin is recentelijk gereconstrueerd naar een vroeg-twintigste-eeuws ontwerp van Leonard Springer. Op het landgoed bevindt zich ook de dikste mammoetboom van Nederland. Deze boom werd in 1865 geplant en heeft een omtrek van 8,3 meter.

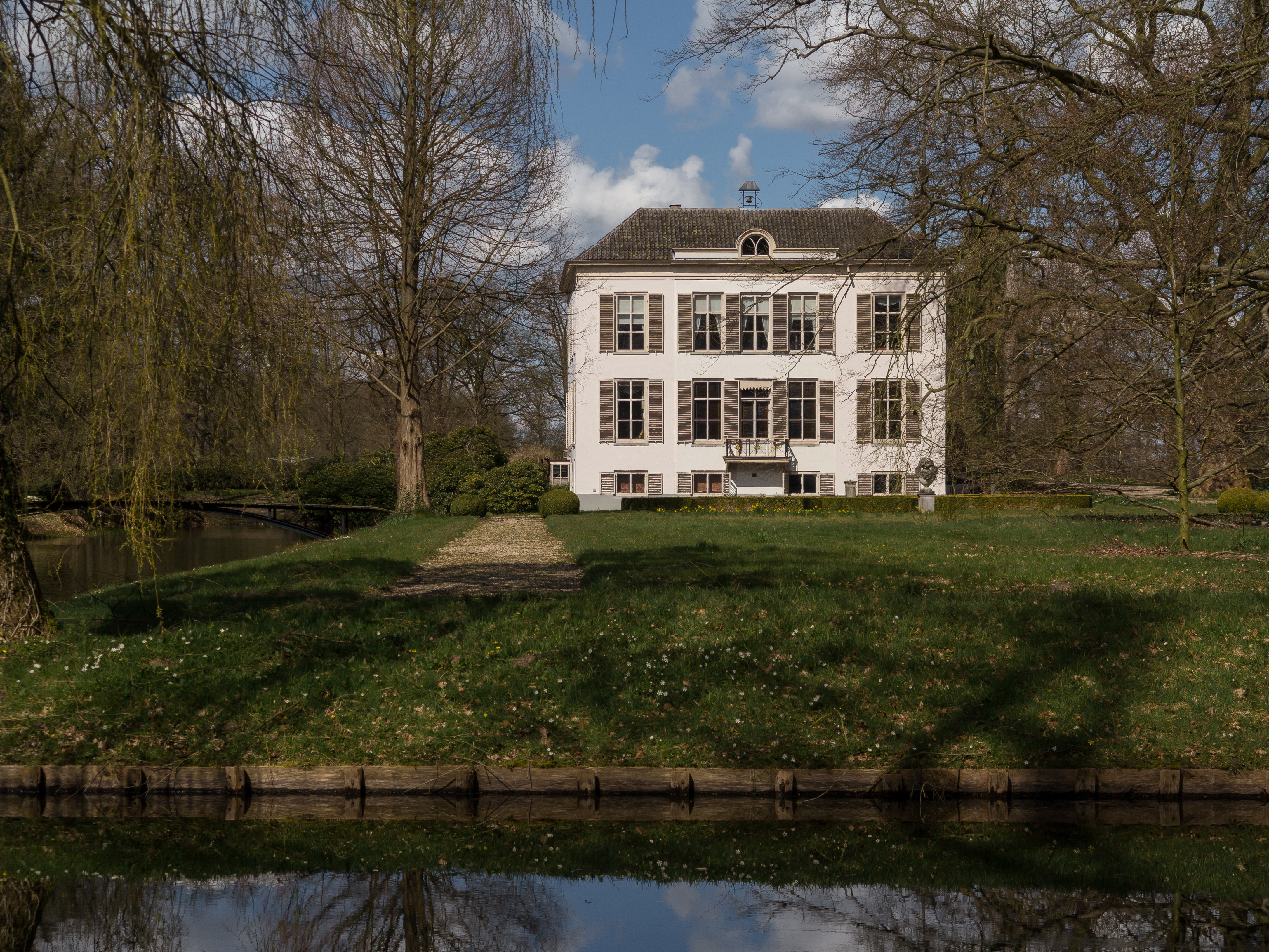
Huis Voorstonden

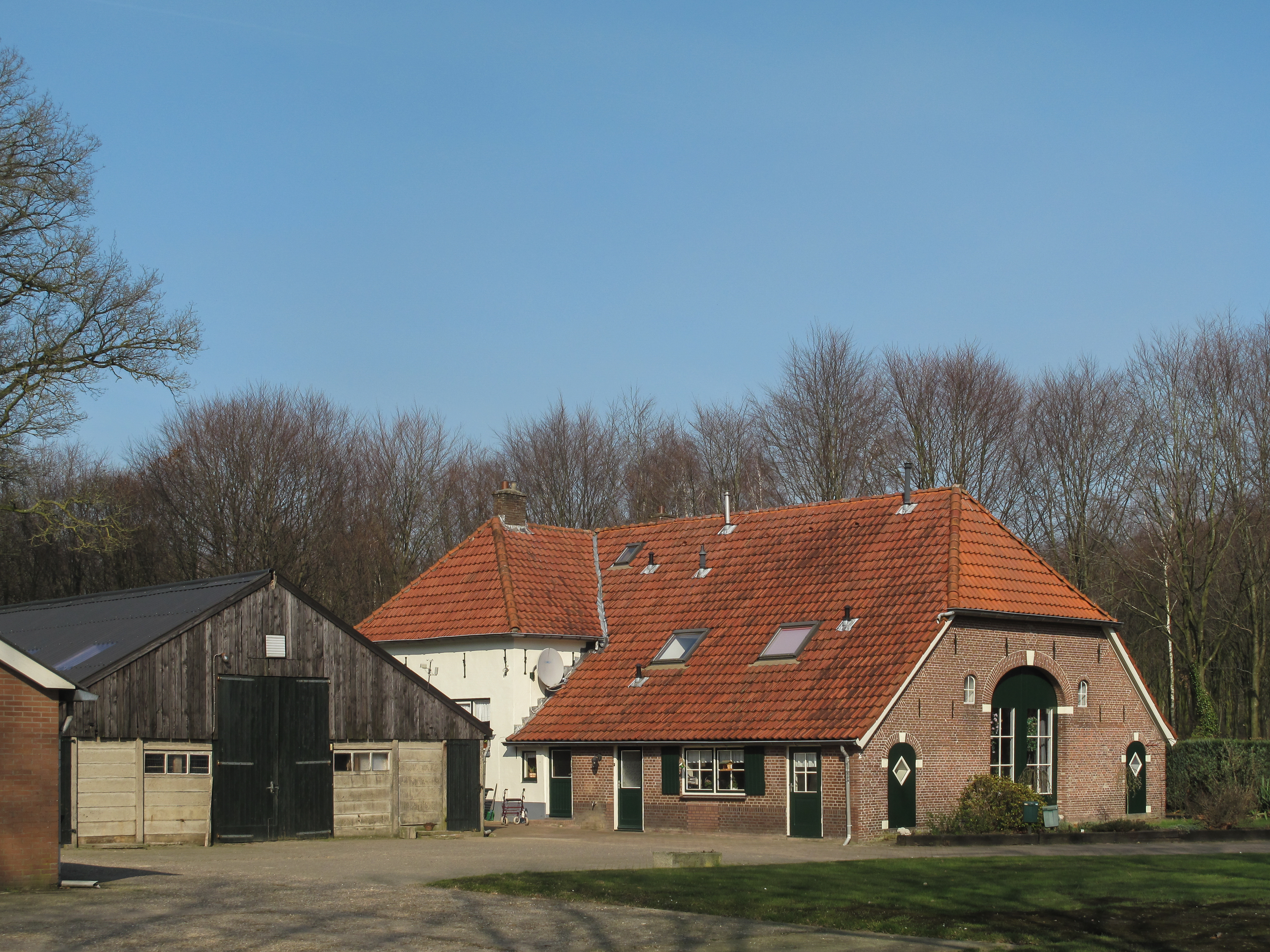
Boerderij aan de Voorstondensestraat